# جبل ادود (تعز)
جبل ادود هي إحدى قرى الجمهورية اليمنية. تتبع جغرافيا لمحافظة تعز وإداريًا لمديرية صبر الموادم. يبلغ تعداد سكانها 7655 نسمة حسب الإحصاء الذي أجري عام 2004. أما حالياً فإن عدد سكان الجبل قد ارتفع نسبياً وبشكل ملحوظ وتدريجي خلال السنوات الأخيرة الماضية.